# 弗莱德·希尔顿
弗莱德·希尔顿（英語：Fred Hilton，1948年1月15日—），美国NBA联盟前职业篮球运动员。他在1971年的NBA选秀中第2轮第19顺位被布法罗勇敢者选中。